# Valpolicella
Valpolicella é a zona colinar famosa pelo vinho homônimo e que precede o início dos Pré-Alpes Vênetos na Província de Verona, região italiana do Vêneto. Compreende o território de sete comunas, todos da mesma província, e que totalizam 240 km2. O vale, não muito distante do Lago de Garda ao oeste e de Verona ao leste, é delimitado ao sul pelo rio Adige, ao leste pelas colinas de Parona e de Quinzano e da Valpantena, enquanto ao norte se estende até a Lessínia. Ao oeste é separada da Vale do Adige pelo Monte Pastello.